# Wbsメディカルインフォメーション
wbsメディカルインフォメーション（ダブリュビーエスメディカルインフォメーション）は、和歌山放送（wbs）で放送されている医療系情報番組の総称。
2021年2月現在、毎週月曜日 - 土曜日、及び第4日曜日に放送されている。
局発行の公式番組表には、上記タイトルの記載はないが、下記に示す全ての番組の冒頭において、赤井ゆかり（和歌山放送アナウンサー）によるタイトルコールがなされている。なお、赤井は下記全ての番組で聞き手役も務めている。

## 各番組の概要

### どうしましたか?ラジオ健康相談
放送時間
- 毎週月曜日 - 金曜日 12:10 - 12:20（本放送）
- 翌週月曜日 - 金曜日 5:10 - 5:20（再放送）

内容
週ごとに、特定の病気やその治療法をテーマとして取り上げ、概要や治療の現状などを、専門医が解説する。
『健康相談』と謳ってはいるが、実際にリスナーからの相談を受け付けている訳ではない。

### あなたをまもる医療機器
放送時間
- 毎週土曜日 11:30 - 11:40[2]（『ウインズ平阪の紀州和歌山へ!』に内包）

内容
『ラジオ健康相談』と類似しているが、こちらは1か月単位で病気の治療に用いる医療機器について、概要や現状を専門医が解説する。

### 吉田宗人の痛いの痛いの飛んで行け
放送時間
- 毎月第1土曜日 8:45 - 9:00[3]

内容
和歌山県立医科大学附属病院名誉院長の吉田宗人（同大学元整形外科部長）が、肩・腰・膝などの運動器疾患についての解説や、それに関するリスナーからの相談に回答する。

### 貴志リハ 健康ラジオ
放送時間
- 毎月第2・4土曜日 7:45 - 8:00

内容
2020年7月11日放送開始。貴志川リハビリテーション病院院長の亀井一郎（日本赤十字社和歌山医療センター元脳神経外科部長）や同院の医師などが、リハビリテーションの観点から、高齢化社会の中で長く健康に過ごす為にどうすれば良いかを解説する。
放送後の音源は、「貴志川リハビリテーション病院」公式サイトで順次配信されている。

### 健康ゼミナール・小林昌和のこどもクリニック
放送時間
- 毎月第4日曜日 11:25 - 11:40

内容
和歌山市のこばやし小児科院長である小林昌和が、子供の成育やかかりやすい病気について解説する。番組冒頭で、直近1か月間に子供がかかった病気の傾向について解説するのが特徴。
番組内容は、「こばやし小児科」公式サイトや、リビング和歌山・第1土曜日発行分に掲載される。

## 過去の番組

### 健康ゼミナール・頭の話
放送時間
- 毎月第2日曜日 11:25 - 11:40

内容
大阪河﨑リハビリテーション大学学長（当時）の亀井一郎が、脳神経外科医の立場から頭や脳の病気について解説する。
2016年2月放送分までは、板倉徹（和歌山県立医科大学元学長）が出演していたが、同年2月25日に板倉が逝去した為、同年3月放送分は追悼企画として、過去の内容から抜粋して放送。同年4月より、板倉の教え子でもある亀井が引き継いだ。
2016年9月放送分をもって終了。

## 備考
夏の高校野球和歌山大会などのスポーツ中継時、その他特別番組放送時は、放送時間が変更される。
但し、高校野球期間中の『ラジオ健康相談』は、原則として通常の再放送枠を本放送枠として放送する。